# Monterado
Monterado – była gmina i od 1 stycznia 2014 r. jedna z frakcji (wł. frazioni) gminy Trecastelli we Włoszech, w regionie Marche, w prowincji Ankona.
Według danych na styczeń 2010 frakcję zamieszkiwało 2089 osób przy gęstości zaludnienia 202,6 os./1 km².